# Arnouville-lès-Mantes
Pour les articles homonymes, voir Mantes.
Arnouville-lès-Mantes est une commune française du département des Yvelines, dans la région Île-de-France ; elle est située à environ 10 km au sud de Mantes-la-Jolie.
Ses habitants sont appelés les Arnouvillois.

Localisation d'Arnouville-lès-Mantes dans les Yvelines.

## Géographie

### Situation
La commune d'Arnouville-lès-Mantes se situe sur la plateau du Mantois, dans le centre du département des Yvelines, à 10 km environ au sud de Mantes-la-Jolie, sous-préfecture, et à 37 km environ au nord-ouest de Versailles, préfecture du département.

### Communes limitrophes
| Villette | Breuil-Bois-Robert Guerville | Boinville-en-Mantois |
| Rosay    | Arnouville-lès-Mantes        | Goussonville         |
| Septeuil | Saint-Martin-des-Champs      | Hargeville           |

C'est un terroir agricole, partiellement boisé, voué à la grande culture de céréales.

### Hydrographie
La commune appartient au bassin versant de la Seine, et plus précisément à celui de la Vaucouleurs, petit affluent de la Seine qui s'écoule à 3 km environ à l'ouest du village. Il n'existe aucun cours d'eau permanent dans le territoire communal, qui est cependant entamé dans sa partie ouest par des ravins, comme le ravin Pétélance, orientés vers le cours de la Vaucouleurs.

### Transports et voies de communications
La commune est traversée par le CD 65 reliant Mantes-la-Jolie à Thoiry.
La commune est desservie par la ligne 45 du réseau de bus Centre et Sud Yvelines et par la ligne 78 du réseau de bus Île-de-France Ouest.

### Climat
Pour des articles plus généraux, voir Climat de l'Île-de-France et Climat des Yvelines.
En 2010, le climat de la commune est de type climat océanique dégradé des plaines du Centre et du Nord, selon une étude du CNRS s'appuyant sur une série de données couvrant la période 1971-2000. En 2020, Météo-France publie une typologie des climats de la France métropolitaine dans laquelle la commune est exposée à un climat océanique et est dans la région climatique Sud-ouest du bassin Parisien, caractérisée par une faible pluviométrie, notamment au printemps (120 à 150 mm) et un hiver froid (3,5 °C).
Pour la période 1971-2000, la température annuelle moyenne est de 10,4 °C, avec une amplitude thermique annuelle de 14,3 °C. Le cumul annuel moyen de précipitations est de 687 mm, avec 11 jours de précipitations en janvier et 8,5 jours en juillet. Pour la période 1991-2020, la température moyenne annuelle observée sur la station météorologique la plus proche, située sur la commune de Magnanville à 7 km à vol d'oiseau, est de 11,6 °C et le cumul annuel moyen de précipitations est de 641,5 mm,. Pour l'avenir, les paramètres climatiques de la commune estimés pour 2050 selon différents scénarios d'émission de gaz à effet de serre sont consultables sur un site dédié publié par Météo-France en novembre 2022.

## Urbanisme

### Typologie
Au 1er janvier 2024, Arnouville-lès-Mantes est catégorisée bourg rural, selon la nouvelle grille communale de densité à sept niveaux définie par l'Insee en 2022.
Elle est située hors unité urbaine. Par ailleurs la commune fait partie de l'aire d'attraction de Paris, dont elle est une commune de la couronne,. Cette aire regroupe 1 929 communes,.

### Occupation des solssimplifiée
Le territoire de la commune se compose en 2017 de 91,92 % d'espaces agricoles, forestiers et naturels, 3,5  % d'espaces ouverts artificialisés et 4,58  % d'espaces construits artificialisés.

## Toponymie
Le nom de la localité est attesté sous la forme latinisée Arnoni villa au IXe siècle.
Il s'agit d'une formation toponymique médiévale en -ville au sens ancien de « domaine rural ». Le premier élément Arnou- représente le nom de personne d'origine germanique Arno
En français, la préposition lès signifie « près de ». D'usage vieilli, elle n'est guère plus rencontrée que dans les toponymes, plus particulièrement ceux de localités. La préposition lès permet de signifier la proximité d'un lieu géographique par rapport à un autre lieu. En règle générale, il s'agit d'une localité qui tient à se situer par rapport à une ville voisine plus grande. Ici, Lès signifie « près de Mantes-la-Jolie ».

## Histoire
Trois seigneuries se partageaient le territoire d'Arnouville au Moyen Âge : Binanville, Souville et Arnouville.
La commune a pris le nom d'Arnouville-lès-Mantes en 1926 pour se distinguer d'Arnouville-lès-Gonesse, alors située dans le même département (Seine-et-Oise) qui a été renommée en Arnouville en 2010.
Le 24 juin 1944, un bombardier américain s'écrase sur le territoire de la commune d'Arnouville-lès-Mantes. Les sept aviateurs sautent en parachute et aucune victime n'est à déplorer. La localité est libérée par l'armée américaine le 19 août 1944.

## Politique et administration

### Liste des maires
| Période                                  | Période  | Identité        | Étiquette | Qualité  |
| ---------------------------------------- | -------- | --------------- | --------- | -------- |
| Les données manquantes sont à compléter. |          |                 |           |          |
| mars 2001                                | 2020     | Michel Taillard | DVD       | Retraité |
| 2020                                     | En cours | Rémy Bouton     |           |          |

### Instances administratives et judiciaires
La commune d'Arnouville-lès-Mantes appartient au canton de Guerville et est rattachée à la communauté urbaine Grand Paris Seine et Oise.
Sur le plan électoral, la commune est rattachée à la neuvième circonscription des Yvelines, circonscription à dominante rurale du nord-ouest des Yvelines.
Sur le plan judiciaire, Arnouville-lès-Mantes fait partie de la juridiction d’instance de Mantes-la-Jolie et, comme toutes les communes des Yvelines, dépend du tribunal de grande instance ainsi que de tribunal de commerce sis à Versailles,.

## Population et société

### Démographie

#### Évolution démographique
L'évolution du nombre d'habitants est connue à travers les recensements de la population effectués dans la commune depuis 1793. Pour les communes de moins de 10 000 habitants, une enquête de recensement portant sur toute la population est réalisée tous les cinq ans, les populations de référence des années intermédiaires étant quant à elles estimées par interpolation ou extrapolation. Pour la commune, le premier recensement exhaustif entrant dans le cadre du nouveau dispositif a été réalisé en 2006.

En 2022, la commune comptait 940 habitants, en évolution de +0,97 % par rapport à 2016 (Yvelines : +2,72 %, France hors Mayotte : +2,11 %).
| 1793 | 1800 | 1806 | 1821 | 1831 | 1836 | 1841 | 1846 | 1851 |
| ---- | ---- | ---- | ---- | ---- | ---- | ---- | ---- | ---- |
| 604  | 619  | 635  | 665  | 635  | 660  | 670  | 635  | 634  |

| 1856 | 1861 | 1866 | 1872 | 1876 | 1881 | 1886 | 1891 | 1896 |
| ---- | ---- | ---- | ---- | ---- | ---- | ---- | ---- | ---- |
| 605  | 603  | 586  | 549  | 534  | 520  | 529  | 510  | 472  |

| 1901 | 1906 | 1911 | 1921 | 1926 | 1931 | 1936 | 1946 | 1954 |
| ---- | ---- | ---- | ---- | ---- | ---- | ---- | ---- | ---- |
| 422  | 453  | 429  | 396  | 425  | 353  | 364  | 399  | 379  |

| 1962 | 1968 | 1975 | 1982 | 1990 | 1999 | 2006 | 2011 | 2016 |
| ---- | ---- | ---- | ---- | ---- | ---- | ---- | ---- | ---- |
| 469  | 450  | 508  | 551  | 699  | 742  | 794  | 864  | 931  |

| 2021 | 2022 | - | - | - | - | - | - | - |
| ---- | ---- | - | - | - | - | - | - | - |
| 940  | 940  | - | - | - | - | - | - | - |

#### Pyramide des âges
En 2018, le taux de personnes d'un âge inférieur à 30 ans s'élève à 36,3 %, soit en dessous de la moyenne départementale (38,0 %). De même, le taux de personnes d'âge supérieur à 60 ans est de 19,5 % la même année, alors qu'il est de 21,7 % au niveau départemental.
En 2018, la commune comptait 469 hommes pour 472 femmes, soit un taux de 50,16 % de femmes, légèrement inférieur au taux départemental (51,32 %).
Les pyramides des âges de la commune et du département s'établissent comme suit.
| Hommes | Classe d’âge | Femmes |
| ------ | ------------ | ------ |
| 0,0    | 90 ou +      | 0,6    |
| 4,6    | 75-89 ans    | 5,6    |
| 12,8   | 60-74 ans    | 15,5   |
| 22,7   | 45-59 ans    | 21,9   |
| 23,2   | 30-44 ans    | 20,5   |
| 15,7   | 15-29 ans    | 13,0   |
| 21,0   | 0-14 ans     | 22,8   |

| Hommes | Classe d’âge | Femmes |
| ------ | ------------ | ------ |
| 0,6    | 90 ou +      | 1,4    |
| 6      | 75-89 ans    | 7,8    |
| 13,5   | 60-74 ans    | 14,8   |
| 20,7   | 45-59 ans    | 20,1   |
| 19,6   | 30-44 ans    | 19,9   |
| 18,5   | 15-29 ans    | 16,8   |
| 21,2   | 0-14 ans     | 19,2   |

## Économie
- agriculture : la commune comptait, au recensement agricole de 2000, douze exploitations agricoles, dont neuf professionnelles, exploitant une surface de 903 hectares de SAU (surface agricole utile). Cette SAU, en baisse de 10,3 % par rapport au recensement de 1988, était consacrée quasi exclusivement à la grande culture céréalière (903 hectares de terres labourables dont les deux-tiers en céréales). Il n'existe aucun élevage dans la commune[24].
- Tourisme : la commune ne compte aucun hôtel, ni terrain de camping. On dénombre cependant 18 résidences secondaires, soit 5,1 % du nombre total de logements (chiffres 2007)[24].
- Un site d'enfouissement technique de déchets non dangereux, exploité depuis 1998 par la société SITA Île-de-France (groupe Suez) dans une ancienne carrière de sable, a été fermé en septembre 2006[25].
- Un projet d'installation d'éoliennes de grande taille entre Arnouville-lès-Mantes et Hargeville, présenté en 2004 par le groupe Total, a soulevé de nombreuses oppositions. La commune a refusé l'étude de faisabilité[26].

## Culture locale et patrimoine

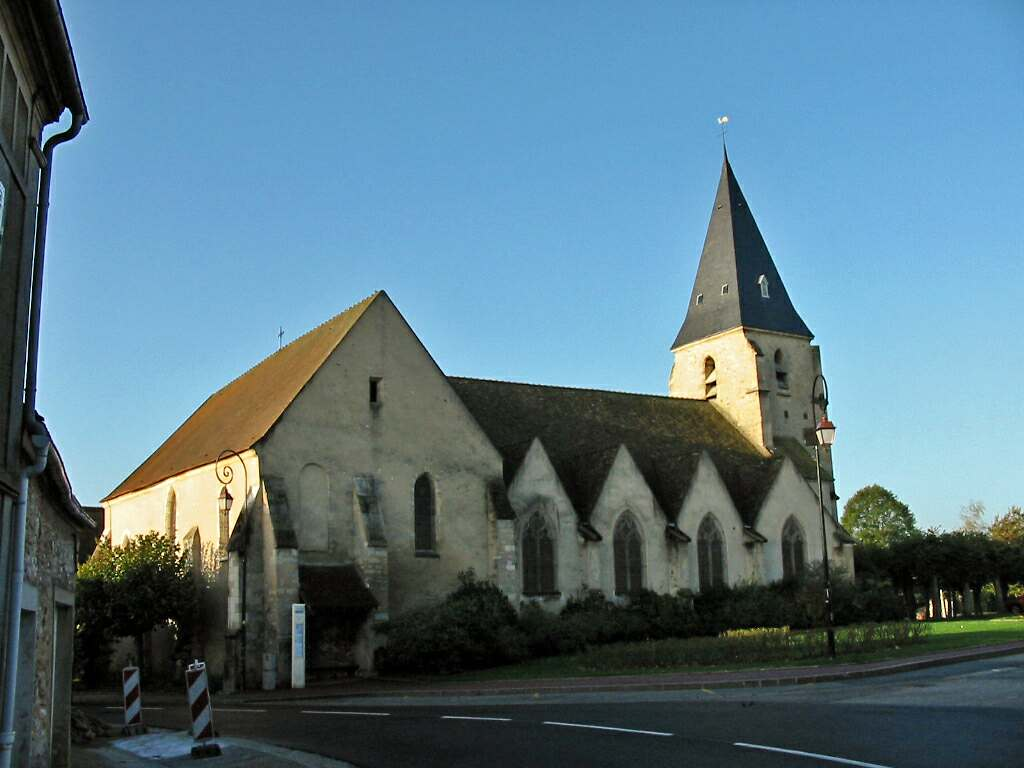
L'église Saint-Aignan.

### Lieux et monuments
- Église Saint-Aignan : église datant du XIIe siècle, modifiée aux XVIe et XIXe siècles. Le clocher en tour carrée couvert d'un toit pyramidal en ardoise date de 1690.
- Manoir du Plessis : maison munie d'une tourelle au centre de chaque façade, fut la résidence des seigneurs d'Arnouville.
- La Croix Grise, probable menhir christianisé.
- Château de Binanville.
- Ruines du château de Souville, dépendant du château de Rosay.
- Caves voûtées au lieu-dit Heurteloup.
- Ruines de la chapelle Saint-Léonard.